# 平方米每像素
平方米每像素（m2/像素）是在太陽系拍攝星體（包括地球）的遠程數碼影像時，其光學解析度的常用單位。
其他的解析度有：
- ASTER（英语：Advanced Spaceborne Thermal Emission and Reflection Radiometer）（在地球軌道上的Terra衛星上）：15–90 m2/像素。